# الجيش الجمهوري الأيرلندي (1919-1922)
الجيش الجمهوري الأيرلندي (بالأيرلندية: Óglaigh na hÉireann) هو منظمة شبه عسكرية ثورية تتبع للجمهورية الأيرلندية. وهو السلف للعديد من المجموعات المعروفة أيضًا باسم الجيش الجمهوري الأيرلندي، ولتمييزه عنهم يسمى «الجيش الجمهوري الأيرلندي القديم»، وقد تشكل من المتطوعين الأيرلنديين، وهي منظمة تأسست في 25 نوفمبر عام 1913 ونظمت ثورة عيد الفصح في أبريل عام 1916. وفي عام 1919 تأسست الجمهورية الأيرلندية التي أعلن عنها خلال ثورة عيد الفصح رسميًا من قبل مجلس منتخب (Dáil Éireann)، وجرى الاعتراف بالمتطوعين الأيرلنديين من قبل Dáil Éireann أو المجلس الأيرلندي كجيش شرعي. بعد ذلك، شن الجيش الجمهوري الأيرلندي حرب عصابات ضد الاحتلال البريطاني لأيرلندا في حرب الاستقلال الأيرلندية 1919-1921.
بعد التوقيع في عام 1921 على المعاهدة الإنجليزية الأيرلندية، التي أنهت حرب الاستقلال، حدث انقسام داخل الجيش الجمهوري الأيرلندي. وشكل الأعضاء الذين أيدوا المعاهدة نواة الجيش الوطني الأيرلندي. ومع ذلك، عارضت غالبية الجيش الجمهوري الأيرلندي المعاهدة. وخاض الجيش الجمهوري الأيرلندي المناهض للمعاهدة حربًا أهلية ضد جيش الدولة الحرة في 1922-1923، بهدف إنشاء جمهورية أيرلندا المستقلة تمامًا. بعد أن خسروا الحرب الأهلية، بقيت هذه المجموعة في الوجود، بهدف الإطاحة بحكومتي كل من الدولة الأيرلندية الحرة وأيرلندا الشمالية، والتوصل إلى الجمهورية الأيرلندية المعلنة في عام 1916.

## الأصول
نظم المتطوعون الأيرلنديون، الذين تأسسوا في عام 1913، ثورة عيد الفصح، والتي هدفت إلى إنهاء الحكم البريطاني في أيرلندا، في عام 1916. وبعد قمع الانتفاضة، سجن الآلاف من المتطوعين أو اعتقلوا، ما أدى إلى تفكك المنظمة. وأعيد تنظيمها في عام 1917 بعد إطلاق سراح المحتجزين أولًا ثم السجناء. وفي مؤتمر الجيش الذي عقد في دبلن في أكتوبر عام 1917، انتخب إيمون دي فاليرا رئيسًا، ومايكل كولينز مديرًا للتنظيم، وكاثال بروغا كرئيس للمجلس التنفيذي المقيم، ما جعله في الواقع رئيسًا للأركان.
بعد نجاح حزب شين فين في الانتخابات العامة لعام 1918 وإنشاء أول دايل (الهيئة التشريعية للجمهورية الأيرلندية)، بدأ المتطوعون العمل العسكري ضد الشرطة الملكية الأيرلندية (أر أي سي)، وقوة الشرطة شبه العسكرية في أيرلندا، وفي وقت لاحق ضد الجيش البريطاني. بدأ الأمر مع كمين سولوهيدبيغ، عندما استولى أعضاء من لواء تيبيراري الثالث بقيادة سيوماس روبنسون، وشون ترايسي، ودان برين، وشون هوغان، على كمية من متفجرات الجليجنايت، وقتلوا اثنين من رجال الشرطة في هذه العملية.
كانت قيادة الهيئة التشريعية قلقة من أن المتطوعين لن يقبلوا سلطتها، بالنظر إلى أنهم، بموجب دستورهم، ملزمون بطاعة السلطة التنفيذية الخاصة بهم وليس أي هيئة أخرى. وفي أغسطس عام 1919، اقترح بروغا على الهيئة التشريعية أن تطلب إلى المتطوعين أداء قسم الولاء لها، لكن أحد المعلقين ذكر أن عامًا آخر قد مر قبل أن تؤدي الحركة قسم الولاء للجمهورية الأيرلندية وحكومتها في «أغسطس عام 1920». ويلاحظ أحد المعاصرين للنضال من أجل الاستقلال الأيرلندي أنه بحلول أواخر عام 1919، كان مصطلح «الجيش الجمهوري الأيرلندي» يحل محل «المتطوعين» في الاستخدام اليومي. ويُعزى ذلك التغيير إلى المتطوعين، بعد قبولهم سلطة الهيئة التشريعية، وأشير إليهم باسم «جيش جمهورية أيرلندا»، المعروف باسم «الجيش الجمهوري الأيرلندي».
استمر الصراع على السلطة بين بروغا وكولينز، وكلاهما وزيران، حول من كان له التأثير الأكبر. وكان بروغا أعلى منصبًا كوزير للدفاع، لكن قاعدة سلطة كولينز جاءت من منصبه كمدير لتنظيم الجيش الجمهوري الأيرلندي ومن عضويته في المجلس الأعلى لجماعة الإخوان الجمهوريين الأيرلندية (أي أر بي). استاء دي فاليرا من نفوذ كولينز الواضح، والذي رأى أنه يأتي من جماعة الإخوان الجمهوريين الأيرلندية السرية أكثر من منصبه بصفته نائبًا في المجلس الأيرلندي ووزيرًا في الوزارة. حث كل من بروغا ودي فاليرا الجيش الجمهوري الأيرلندي على القيام بأعمال عسكرية أكبر وأكثر تقليدية من أجل تأثير الدعاية، لكن كولينز وملكاهي تجاهلاهما. واقترح بروغا في مرحلة ما اغتيال مجلس الوزراء البريطاني بأكمله. واستبعدت الفكرة أيضًا نظرًا إلى تأثيرها السلبي المفترض على الرأي العام البريطاني. وعلاوة على ذلك، فإن العديد من أعضاء المجلس الأيرلندي، ولا سيما آرثر غريفيث، لم يوافقوا على عنف الجيش الجمهوري الأيرلندي وكانوا يفضلون حملة المقاومة السلمية للحكم البريطاني. قبل المجلس في وقت متأخر المسؤولية عن تصرفات الجيش الجمهوري الأيرلندي في أبريل عام 1921، قبل ثلاثة أشهر فقط من نهاية حرب الاستقلال الأيرلندية.
في الممارسة العملية، كان الجيش الجمهوري الأيرلندي بقيادة كولينز، وكان ريتشارد ملكاهي هو الثاني في القيادة. وكان الرجلان قادرين على إصدار الأوامر والتوجيهات لوحدات حرب العصابات التابعة للجيش الجمهوري الأيرلندي في جميع أنحاء البلاد وفي بعض الأحيان لإرسال الأسلحة والمنظمين إلى مناطق محددة. ومع ذلك، بسبب الطابع المحلي وغير النظامي للحرب، لم يتمكنا إلا من ممارسة سيطرة محدودة على قادة الجيش الجمهوري الأيرلندي المحليين مثل توم باري وليام لينش في كورك، وشون ماك أوين في لونغفورد.
ادعى الجيش الجمهوري الأيرلندي أن إجمالي قوته 70000 شخص، ولكن نحو 3000 منهم فقط شاركوا بنشاط في القتال ضد التاج. لم يثق الجيش الجمهوري الأيرلندي في الأيرلنديين الذين قاتلوا في الجيش البريطاني خلال الحرب العالمية الأولى كمخبرين محتملين، ولكن كان هناك عدد من الاستثناءات مثل إيميت دالتون وتوم باري ومارتن دويل. قسم الجيش الجمهوري الأيرلندي أعضاءه إلى ثلاث فئات، وهي «غير موثوق بهم» و«موثوق بهم» و«نشطون». كان الأعضاء «غير الموثوق بهم» هم الذين كانوا اسميًا أعضاء في الجيش الجمهوري الأيرلندي لكنهم لم يفعلوا الكثير من أجل النضال، ولعب الأعضاء «الموثوق بهم» دورًا داعمًا في الحرب أثناء القتال أحيانًا والرجال «النشطون» هم الذين شاركوا في القتال بشكل كامل. ومن بين كتائب الجيش الجمهوري الأيرلندي، اعتُبر نحو الثلث إلى الثلثين فقط «موثوقًا بهم»، بينما «النشطون» كانوا أقل من ذلك. وكان هناك عدد متفاوت من رجال الجيش الجمهوري الأيرلندي «النشطين» من المعلمين وطلاب الطب وصانعي الأحذية؛ والذين يعملون في تجارة البناء مثل الدهانين والنجارين والبنائين؛ ومساعدي باعة الأقمشة وعمال محلات الألبان. كتب المؤرخ الكندي بيتر هارت «كانت مهارات رجال حرب العصابات متفاوتة، بعضهم مدرب، وبعضهم مدني». لم يكن للمزارعين والصيادين تواجد مهم في الجيش الجمهوري الأيرلندي. وكان الأيرلنديون المنخرطون في مهن ذوي الياقات البيضاء أو يعملون كعمال مهرة أكثر عرضة للانخراط في الجماعات القومية الثقافية مثل الرابطة الغالية من المزارعين أو الصيادين، وبالتالي كان لديهم شعور أقوى بالقومية الأيرلندية. مثلما كانت سلطة التاج أقوى في البلدات والمدن منها في الريف. وهكذا، فإن المنخرطين في الأنشطة القومية الأيرلندية في المناطق الحضرية كانوا أكثر احتمالًا لمعارضة التاج، ما أدى إلى فرصة أكبر للتطرف. أخيرًا، كان للتكتيك البريطاني المتمثل في نسف منازل أعضاء الجيش الجمهوري الأيرلندي أثر في تثبيط العديد من المزارعين عن الانضمام إلى النضال لأن تدمير مزرعة الأسرة يمكن أن يؤدي بسهولة إلى إصابة المزارع وعائلته بالفقر. ومن بين أعضاء الجيش الجمهوري الإيرلندي «النشطين»، كان ثلاثة أرباعهم في أواخر سن المراهقة أو أوائل العشرينيات من العمر، و 5% فقط من الرجال «النشطين» كانوا في الفئة العمرية 40 عامًا أو أكبر. كان الأعضاء «النشطون» في الغالب من الرجال غير المتزوجين، مع 4% فقط من المتزوجين أو المنخرطين في علاقة. إذ أن نمط حياة رجل الجيش الجمهوري الأيرلندي «النشط» مع ضغوط العيش في حالة فرار والبقاء في الاختباء باستمرار كان يجذب الرجال غير المتزوجين الذين يمكنهم التكيف مع نمط الحياة هذا بسهولة أكبر بكثير من الرجل في علاقة. وعلاوة على ذلك، فضل الجيش الجمهوري الأيرلندي تجنيد الرجال غير المتزوجين حيث وجد أن غير المرتبطين يمكن أن يكرسوا أنفسهم بإخلاص أكبر للنضال.